# Erkaitz Elkoroiribe
Erkaitz Elkoroiribe Cenicaonandia (Abadiño, 21 februari 1972) is een Spaans voormalig beroepswielrenner. Zijn carrière duurde slechts twee seizoenen, waarin hij koerste voor Euskadi. Hij boekte in die periode geen enkele overwinning.

## Grote rondes
Geen